# Sauveterre-de-Rouergue
Pour les articles homonymes, voir Sauveterre.
Sauveterre-de-Rouergue est une commune française située dans le département de l'Aveyron en région Occitanie.
Le patrimoine architectural de la commune comprend un immeuble protégé au titre des monuments historiques : l'église Saint-Christophe, inscrite en 1999.

## Géographie

### Localisation
Ancienne bastide royale située à 30 km de Rodez sur le tracé de la Méridienne Verte qui passe à quelques centaines de mètres du bourg (la commune a été associée à cette opération de l’an 2000), Sauveterre-de-Rouergue se situe sur les derniers contreforts du Massif central, à 466 mètres d’altitude. Le bourg est bâti sur le plateau du Ségala, largement entaillé par un réseau hydrographique dense (le pays des cent vallées).

### Communes limitrophes
Les communes limitrophes sont Cabanès, Castanet, Gramond, Naucelle, Pradinas et Quins.

### Géologie
Sauveterre a été édifié sur le plateau du Ségala, rebord sud-ouest du Massif Central dont il laisse à découvert une des parties les plus anciennes. Il comporte une grande variété de roches métamorphiques, dérivées de produits volcaniques ou de sédiments formés de matériaux provenant de leur altération, transportés ou redéposés lors de longues périodes de temps, bien antérieures à 500 millions d'années et jusqu’à 400 millions d'années.
Ce socle, ultime marche au sud-ouest du Massif central, forme un vaste quadrilatère, entaillé par les cours d'eau. L’Aveyron, le Viaur, le Céor et leurs affluents ont dégagé des promontoires occupés dès le bas Moyen Âge par des ouvrages défensifs (Castelmary, Castelnau-Peyralès, Roumégous..). Leurs vallées encaissées compartimentent le pays et rendent les communications difficiles. Ce relief raviné a guidé le tracé des axes majeurs, ponctués de "baraques" (gites-étapes), sur les lignes de crête.
Pays de terroirs stériles et froids, sa mise en valeur par l'homme a été généralement tardive, sauf le long des grandes voies de communication qui le traversaient : les néolithiques n'y ont colonisé que des sites exceptionnels, les Celtes et les Gallo-romains ne l'ont que peu occupé et ce n'est qu'à partir de l'installation des grands ordres religieux, au bas Moyen Âge, que leur mise en valeur débuta réellement (abbaye de Bonnecombe, et son domaine de Bonnefon-Naucelle, etc.).
Le sous-sol siliceux maintenant l'eau en surface, les résurgences (sources) sont éparpillées et conduisent à un habitat dispersé. Les pentes accentuées et rocheuses, ainsi que les portions plates lessivées par les précipitations, ne pouvaient convenir qu'à la lande à fougère et à genêts (les châtaigneraies, très anciennement introduites par l'homme, se sont accommodées de ce sol ingrat). Dans la partie sud et la partie centrale du plateau du Ségala, où se situe Sauveterre, dominent le gneiss et le micaschiste. Ils sont visibles dans les constructions traditionnelles. Les toits de lauzes schisteuses et les murs de pierres sont grossièrement taillés dans ces roches se désagrégeant trop facilement.
Le sol, peu profond, est acide ; pendant des siècles il n'a autorisé, entre landes et châtaigneraies, que de faibles rendements pour des cultures pauvres : longtemps le seigle (d'où le toponyme Ségala), puis à partir du XVIIIe siècle la pomme de terre. L'arrivée du chemin de fer a permis le chaulage intensif des terres : cet apport calcaire est à l'origine du « miracle agricole » qu'a connu le Ségala au XXe siècle, consacré par l'abandon du seigle au profit du blé et des cultures fourragères, et la disparition des maigres landes pâturées par de grasses prairies d'embouche. Ces dernières profitent désormais d'amendements d'origine animale (fumier) se multipliant avec l'augmentation du cheptel, contribuant à l'empoisonnement des eaux de surface (avec l'aide des fertilisants chimiques et des pesticides). De plus en plus spécialisé, le Ségala est actuellement[Quand ?] une des premières régions françaises d'élevage bovin.
Les gisements métallifères, indispensables pour la fabrication d'outillage, sont rares dans la partie centrale de la région. La coutellerie de Sauveterre ne correspond donc pas à l'exploitation de ressources de son territoire, si ce n'est l'énergie hydraulique employée pour faire fonctionner les tournals et le charbon de bois produit sur place, ces ressources étant très répandues par ailleurs. Ces ateliers de couteliers utilisaient le fer en provenance de Lacaune, de Combret ou de Roquecézière échangé sur le marché de Réquista, et le charbon de terre de Carmaux. Sans fondement local particulier, cette activité ne pouvait qu'être victime de la géologie (pas de minerai) et de sa géomorphologie (communications difficiles), dès la fin du XVIe siècle, bien avant la révolution industrielle du XIXe siècle.

### Climat
Pour des articles plus généraux, voir Climat de l'Occitanie et Climat de l'Aveyron.
En 2010, le climat de la commune est de type climat océanique altéré, selon une étude s'appuyant sur une série de données couvrant la période 1971-2000. En 2020, Météo-France publie une typologie des climats de la France métropolitaine dans laquelle la commune est dans une zone de transition entre le climat océanique altéré et le climat de montagne et est dans la région climatique Sud-est du Massif Central, caractérisée par une pluviométrie annuelle de 1 000 à 1 500 mm, minimale en été, maximale en automne.
Pour la période 1971-2000, la température annuelle moyenne est de 11,9 °C, avec une amplitude thermique annuelle de 15,8 °C. Le cumul annuel moyen de précipitations est de 1 051 mm, avec 11,6 jours de précipitations en janvier et 6,4 jours en juillet. Pour la période 1991-2020, la température moyenne annuelle observée sur la station météorologique la plus proche, située sur la commune de Colombiès à 14 km à vol d'oiseau, est de 11,5 °C et le cumul annuel moyen de précipitations est de 989,2 mm,. Pour l'avenir, les paramètres climatiques de la commune estimés pour 2050 selon différents scénarios d'émission de gaz à effet de serre sont consultables sur un site dédié publié par Météo-France en novembre 2022.

## Urbanisme

### Typologie
Au 1er janvier 2024, Sauveterre-de-Rouergue est catégorisée commune rurale à habitat dispersé, selon la nouvelle grille communale de densité à 7 niveaux définie par l'Insee en 2022.
Elle est située hors unité urbaine. Par ailleurs la commune fait partie de l'aire d'attraction de Rodez, dont elle est une commune de la couronne,. Cette aire, qui regroupe 68 communes, est catégorisée dans les aires de 50 000 à moins de 200 000 habitants,.

## Histoire

### Moyen Âge

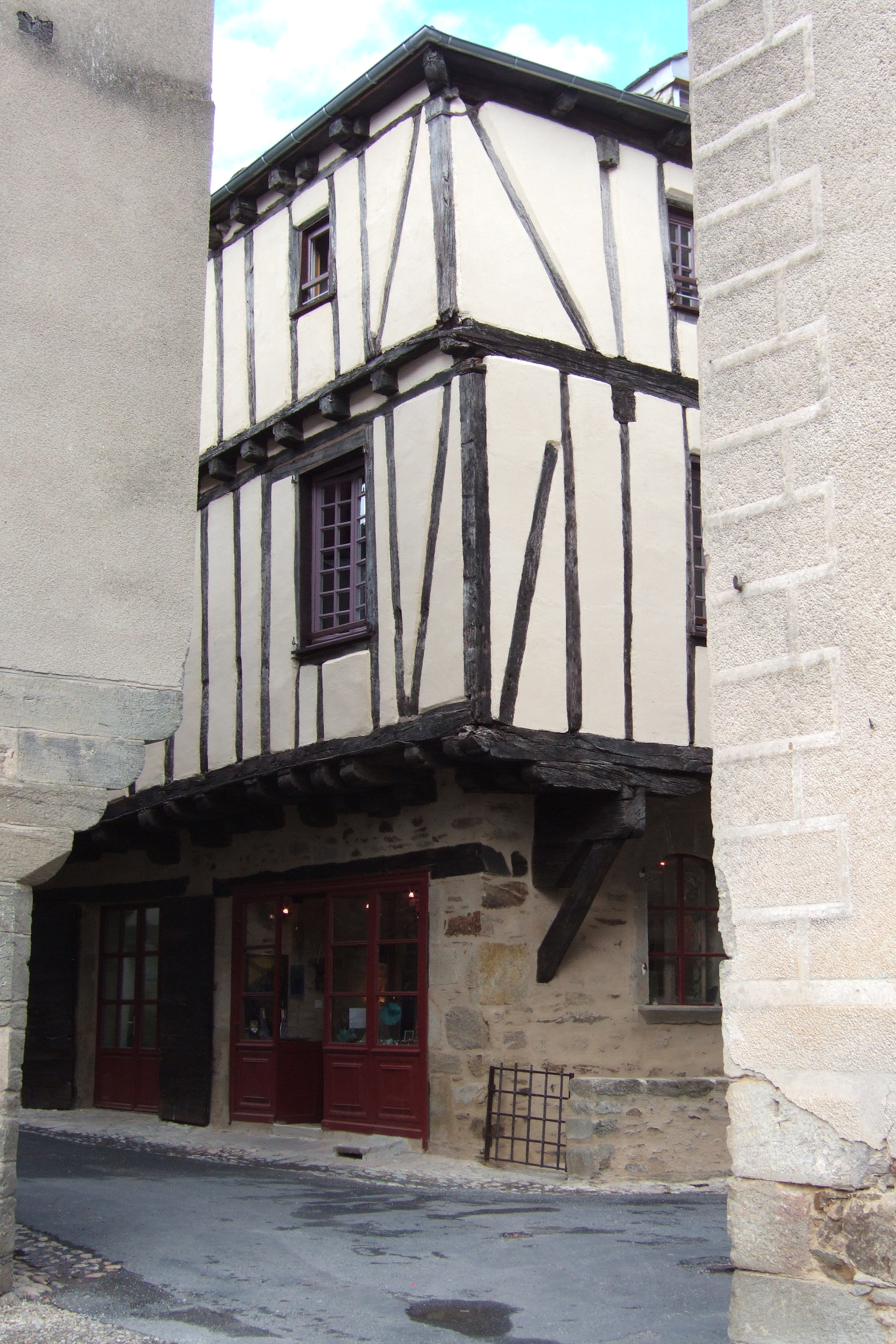
Angle quartier Notre Dame.

Sauveterre fut fondé par Guillaume de Mâcon, sénéchal de Rouergue, représentant du roi Philippe le Hardi. Sur le modèle des bastides, l'objectif est d'en faire un centre administratif, juridique, artisanal et commercial, et la représentation du pouvoir royal sur la région. En 1280, Philippe le Hardi, par un traité de paréage, avait affirmé ses droits de suzeraineté en partage avec l’abbé de Bonnecombe sur les terres de l’abbaye. Ce traité mentionnait la fondation de la bastide de Sauveterre : l’abbé et les seigneurs voisins (abbaye de Bonnecombe, seigneur de Castelnau…) s’engagèrent à favoriser la création de la bastide. Ceux-ci mettront beaucoup de mauvaise volonté à aider la nouvelle fondation, à laquelle ils doivent fournir colons, terre et matériaux. Et leurs successeurs sauront s'organiser pour que la ville nouvelle ne puisse étendre ses prérogatives sur les environs. La ville est tracée sur les terres de l’ancien château de Luzeffre, cédées par le seigneur de Villelongue. Sur ce terroir qui restera trop réduit, l’activité économique de la ville devra s’orienter vers la production artisanale et les échanges commerciaux pour assurer la subsistance de ses habitants. C'est le sénéchal Pierre Bochi qui, dès 1281, assure la continuité du recrutement des familles, ainsi que le rythme soutenu de réalisation des travaux. En une quarantaine d’années, la ville atteint son extension maximum, en superficie et en population. Chaque pionnier a reçu un terrain à bâtir dans la ville, un petit jardin et une terre à l’extérieur. Un marché a été mis en place, quatre consuls (un par quartier))administrent la ville, une église est édifiée où officieront jusqu'à trente prêtres. Sauveterre a obtenu sa charte de franchises en 1284, et celle-ci insiste plus particulièrement sur les foires et marchés. Parmi les droits octroyés figure l'exemption du droit de leude, perçu sur les marchés, à condition que ces derniers se tiennent sur la place. En 1301, par autorité royale, la ville devient le siège d’une baylie, qui s’étend des rives du Viaur à celles de l’Aveyron, regroupant 21 paroisses. En 1319, la construction des tours et murailles autour de la cité est achevée, les fossés sont creusés. Durant la guerre de Cent Ans, la place-forte est cédée en 1362 aux Anglais qui l’occupent jusqu’au rachat du départ de la garnison britannique en 1369. De 1375 à 1378 puis en 1386, les États du Rouergue se tiennent à l’abri des murs de Sauveterre, en lieu et place de Villefranche.
La longue période de paix qui va suivre va correspondre à la période de prospérité de la cité, qui va se poursuivre jusqu’au XVIe siècle. La production de biens artisanaux assure la subsistance d’environ 200 feux. Les tisserands, forgerons-couteliers, chapeliers, drapiers, tanneurs, parcheminiers, épingliers, … transforment le lin, le fer, le cuir, le pastel produits dans le Ségala ou ses confins. Beaucoup vivent dans les rues adjacentes, au-dessus de leurs ouvroirs ou échoppes. Quelques confréries (Saint-Éloi pour les couteliers, Saint-Jacques pour les chapeliers…) structurent ces métiers. Une trentaine de marchands se greffent sur leur activité, en amont et en aval. Les produits sauveterrats sont écoulés par colportage dans la région, mais aussi sur les foires parfois lointaines (Montpellier, Toulouse, Genève…). Une vingtaine d’hommes de loi (juge royal, notaires, avocats…) et une trentaine de prêtres complètent la population.
Pour 90 % des familles, la culture d’un jardin et de quelques arpents de terre est un complément indispensable à leur survie. Les bouchers et les meuniers de la ville assurent une partie de leur transformation. Quelques familles plus aisées forment la bourgeoisie locale, qui se partage les charges et les titres (consuls, administrateurs…), les honneurs (fondations pieuses…). Ils résident pour la plupart sur la place centrale et dans les rues principales.

### Temps modernes
Pendant environ trois siècles, la vie et les activités de la cité se sont patiemment élaborées puis pérennisées. Mais cette lente construction va s’avérer fragile, et s’effondrer en quelques dizaines d’années, à partir du début du XVIIe siècle. Ainsi, d’une trentaine de forgerons-couteliers vers 1450, il n’en reste que six en 1556. La ville ne parvient plus à se relever des épidémies. Lors de la peste de 1628, aucune famille ne sera épargnée, et mauvais signe peu de nouvelles viendront s’installer. Des habitants vont même s’établir ailleurs, des biens demeurent vacants, des maisons et des pans de remparts menacent ruine. L’activité économique de la ville est avant tout victime de la concurrence de nouveaux modes de production inapplicables sur-place par manque de matières premières abondantes. De plus, cette mutation entraîne la modification des réseaux d’échanges commerciaux : la ville se retrouve à l'écart des voies de communication importantes, et son activité marchande disparaît presque totalement. Les habitants qui restent sur-place ne peuvent qu'ambitionner de survivre, en cumulant leurs maigres revenus : petit élevage, jardinage, artisanat, travail saisonnier dans les fermes environnantes... Comme le souligneront les historiens-voyageurs du XVIIIe siècle-XIXe siècle,les gagne-petits sauveterrats se montrent fort industrieux, osant même se lancer dans la culture de la pomme de terre, inconnue dans la région.

### Époque contemporaine

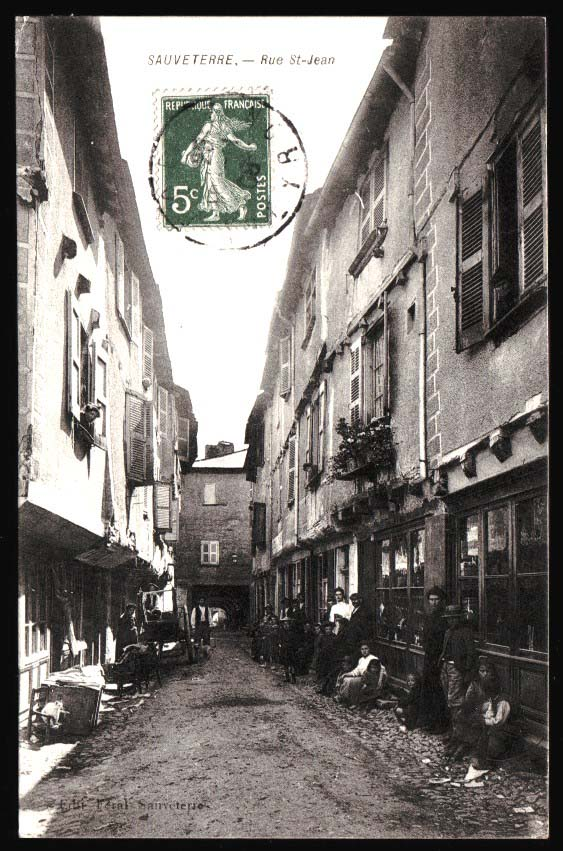
La rue Saint Jean en 1908

Dans le lent déclin qui va se poursuivre jusqu’aux portes du XXIe siècle, Sauveterre ex-ville du roi tentera de réagir pour retrouver son lustre d’antan. Une opportunité va se présenter avec la période révolutionnaire, où ses élites sous-employées vont s’efforcer d’établir une emprise sur la région. Elles vont réussir à arracher en 1790 le siège d’un des neuf chefs-lieux de district du tout nouveau département de l’Aveyron. Dans l’effervescence, la frange de plus en plus révolutionnaire de la ville s’approprie de nouvelles valeurs, bouscule sa bourgeoisie et son clergé, et se donne l’illusion d’une importance régionale, administrant près de trente mille citoyens. La remise au pas bonapartiste est sévère : les districts sont supprimés, le pouvoir remis entre les mains des notables.
En 1837, la commune voisine de Castelnau-Peyralès est démembrée, la commune de Sauveterre est augmentée des paroisses de Jouels et d'Albagnac, la population double. Pendant un siècle et demi, la « ville » et la « campagne » vont se disputer âprement le pouvoir municipal. Dans le bourg, les notables partent réussir ailleurs, l'affaissement des activités économiques est inéluctable, mais dans les ateliers l’idée républicaine s'enracine, et les évènements nationaux réveillent les passions. En 1848, l’avènement de la IIe République galvanise la majorité de la population, enfermée dans un quotidien écrasant et immobile. Dans une région profondément conservatrice, les républicains sauveterrats s'agitent. Mais leur espoir est brutalement brisé par le coup d’État du 2 décembre 1851. Des dizaines d’hommes, maire en tête, organisent spontanément une montée sur Rodez, prêts à se battre. Ils ne rencontreront que l’indifférence générale, et une main de fer va s’abattre sur eux à leur retour (prison, bagne, mise sous surveillance). Avec l’installation de la IIIe République en 1870, les « rouges » s'affichent à nouveau dans le bourg et démarrent une longue lutte contre les « blancs », à coups d’élections, de poings et de calomnies. Ces affrontements se cristalliseront autour de la forte personnalité de Charles Caussanel, républicain de courage et de conviction, qui sera élu député en 1893.
Avec la Grande Guerre, la population du bourg saignée à blanc et sans avenir économique viable, continue de diminuer et rentre politiquement et sociologiquement dans le rang. Sauveterre n’est plus chef-lieu de canton depuis 1973, perdant ainsi gendarmerie, perception… Dans les campagnes, Jouels et Albagnac, à partir des années 1950, profitent du formidable essor agricole, qui va les conduire comme ailleurs à une forte dépopulation. À la fin du XXe siècle, les inactifs sont majoritaires dans la commune, qui n’a pu conserver que le minimum nécessaire d’artisans, commerçants et prestataires de services. Bien qu’à l’écart des grands itinéraires et trop éloigné pour profiter de la rurbanisation, le bourg de Sauveterre mise sur le tourisme pour créer quelques emplois nouveaux et maintenir ceux existants. Depuis quelques années, Sauveterre investit pour retrouver son image de savoir-faire artisanal. Avec l'aide de la communauté de communes, un pôle des métiers d'art a été inauguré en 2009. Ce sont ainsi 15 artistes et artisans qui sont installés à l'année et œuvrent dans la création.

## Politique et administration

### Liste des maires
| Période                                  | Période  | Identité           | Étiquette | Qualité                        |
| ---------------------------------------- | -------- | ------------------ | --------- | ------------------------------ |
| 1995                                     | 2010     | Didier Mai-Andrieu | DVG       | Conseiller général (2008-2015) |
| septembre 2010                           | en cours | René Mouysset,     |           | Ancien agriculteur exploitant  |
| Les données manquantes sont à compléter. |          |                    |           |                                |

## Population et société

### Démographie
Pendant des siècles et assez rapidement après sa fondation, la population du bourg de Sauveterre reste stable, avoisinant 200 foyers (hors crises démographiques, épidémies surtout). C’est le point d’équilibre entre bouches à nourrir, ressources et capacités locales). À partir du XIXe, la population du bourg connaît un déclin inexorable. Entre le milieu du XIXe siècle et le milieu du XXe siècle, la « ville » perd la moitié de ses habitants. Cette chute est aussi spectaculaire dans le reste de la commune, avec un décalage de deux générations. Aujourd’hui encore, cette croissance démographique, bien que ralentie, reste négative.
Attention ! le tableau ci-dessous ne tient pas compte des extensions de la commune de Sauveterre au XIXe siècle (villages d’Albagnac et de Jouels, écarts…).
L'évolution du nombre d'habitants est connue à travers les recensements de la population effectués dans la commune depuis 1793. Pour les communes de moins de 10 000 habitants, une enquête de recensement portant sur toute la population est réalisée tous les cinq ans, les populations de référence des années intermédiaires étant quant à elles estimées par interpolation ou extrapolation. Pour la commune, le premier recensement exhaustif entrant dans le cadre du nouveau dispositif a été réalisé en 2004.

En 2022, la commune comptait 711 habitants, en évolution de −12,22 % par rapport à 2016 (Aveyron : +0,37 %, France hors Mayotte : +2,11 %).
| 1793 | 1800 | 1806 | 1821 | 1831 | 1836 | 1841  | 1846  | 1851  |
| ---- | ---- | ---- | ---- | ---- | ---- | ----- | ----- | ----- |
| 815  | 823  | 837  | 894  | 927  | 905  | 1 845 | 1 927 | 1 999 |

| 1856  | 1861  | 1866  | 1872  | 1876  | 1881  | 1886  | 1891  | 1896  |
| ----- | ----- | ----- | ----- | ----- | ----- | ----- | ----- | ----- |
| 1 893 | 1 836 | 1 898 | 1 799 | 1 813 | 1 804 | 1 869 | 1 917 | 1 778 |

| 1901  | 1906  | 1911  | 1921  | 1926  | 1931  | 1936  | 1946  | 1954 |
| ----- | ----- | ----- | ----- | ----- | ----- | ----- | ----- | ---- |
| 1 613 | 1 542 | 1 434 | 1 249 | 1 210 | 1 241 | 1 152 | 1 107 | 970  |

| 1962 | 1968 | 1975 | 1982 | 1990 | 1999 | 2004 | 2006 | 2009 |
| ---- | ---- | ---- | ---- | ---- | ---- | ---- | ---- | ---- |
| 972  | 964  | 891  | 793  | 888  | 832  | 811  | 803  | 803  |

| 2014 | 2019 | 2022 | - | - | - | - | - | - |
| ---- | ---- | ---- | - | - | - | - | - | - |
| 797  | 711  | 711  | - | - | - | - | - | - |

Entre 1999 et 2004, la population de la commune a perdu 21 habitants, soit une baisse de 2,5 %. La moyenne d’âge reste élevée : 52 % des femmes ont plus de 60 ans (37 % des hommes). Le nombre de naissances reste faible : 4 en moyenne par an sur la période 1999 à 2007.
50 % à 55 % des foyers sont formés de couples mariés ou vivant maritalement.
Le nombre d’actifs a augmenté dans la même période, passant de 272 à 295. Le nombre d’inactifs, lui, est en diminution, de 560 à 516.
Depuis 1999, la commune compte 25 ménages supplémentaires, soit une augmentation de 7,8 %.
La commune compte 530 logements, dont 16 % d'appartements. Soit 20 logements de plus qu'en 1999, ce qui représente une augmentation de 3,9 %.

### Enseignement
La commune possède deux écoles primaires publiques, l'une au bourg de Sauveterre-de-Rouergue et l'autre à Jouels (hameau faisant partie de la commune), (regroupement pédagogique avec l'école de Sauveterre de Rouergue une classe maternelle à Jouels et une classe à Sauveterre). Les poursuites d'études se font à Naucelle ou Baraqueville puis à Rodez.

### Santé
Les plus âgés peuvent bénéficier des services de la Maison médicalisée, tandis que médecin, kinésithérapeute, infirmièr(e)s et pharmacien renforcent le suivi médical local.

### Manifestations culturelles et festivités
De nombreuses associations sont présentes et organisent des évènements festifs :
- Marché du printemps et des plantes en Mai
- Fête votive St Christophe fin juillet (Foyer rural/comité des fêtes)
- Festival en Bastides en août (Espaces Culturels Villefranchois)
- Fête de la Lumière en août (AJAL) et fête votive de la Saint Laurent à Albagnac (comité des fêtes d'Albagnac)
- Fête du Melon et Festival de l'accordéon début septembre à Jouels (comité des fêtes de Jouels)
- Fête de la châtaigne  (Association de la fête de la châtaigne) fin octobre.
- Soft-R Festival (festival de musiques actuelles) en mai et Roots'Ergue Festival (festival de reggae) en octobre (Association AJAL)
- Marché nocturne des vendredis d'été (association des commerçants)
- Marché hebdomadaire tous les dimanches matin

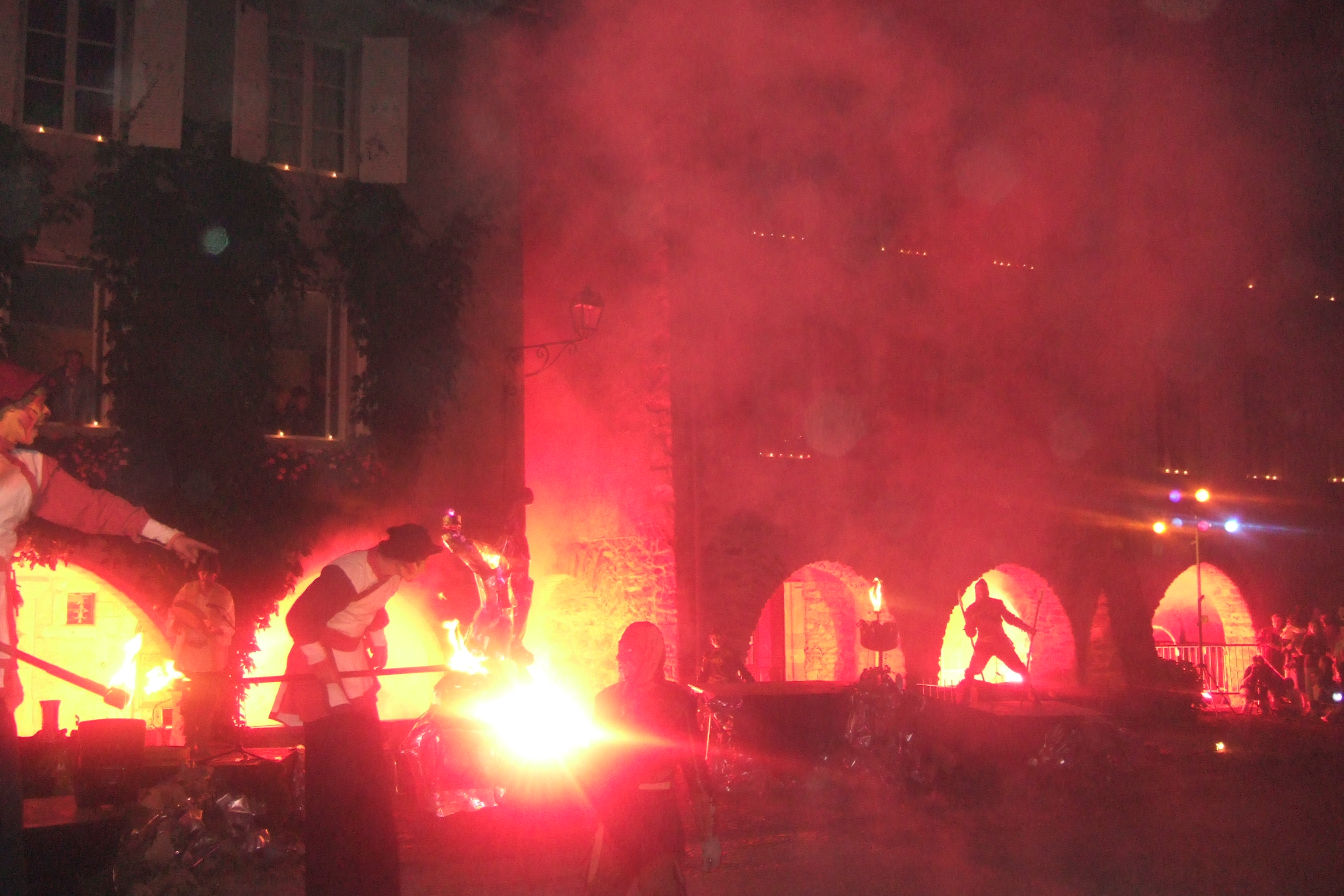
En août la Fête de la Lumière.
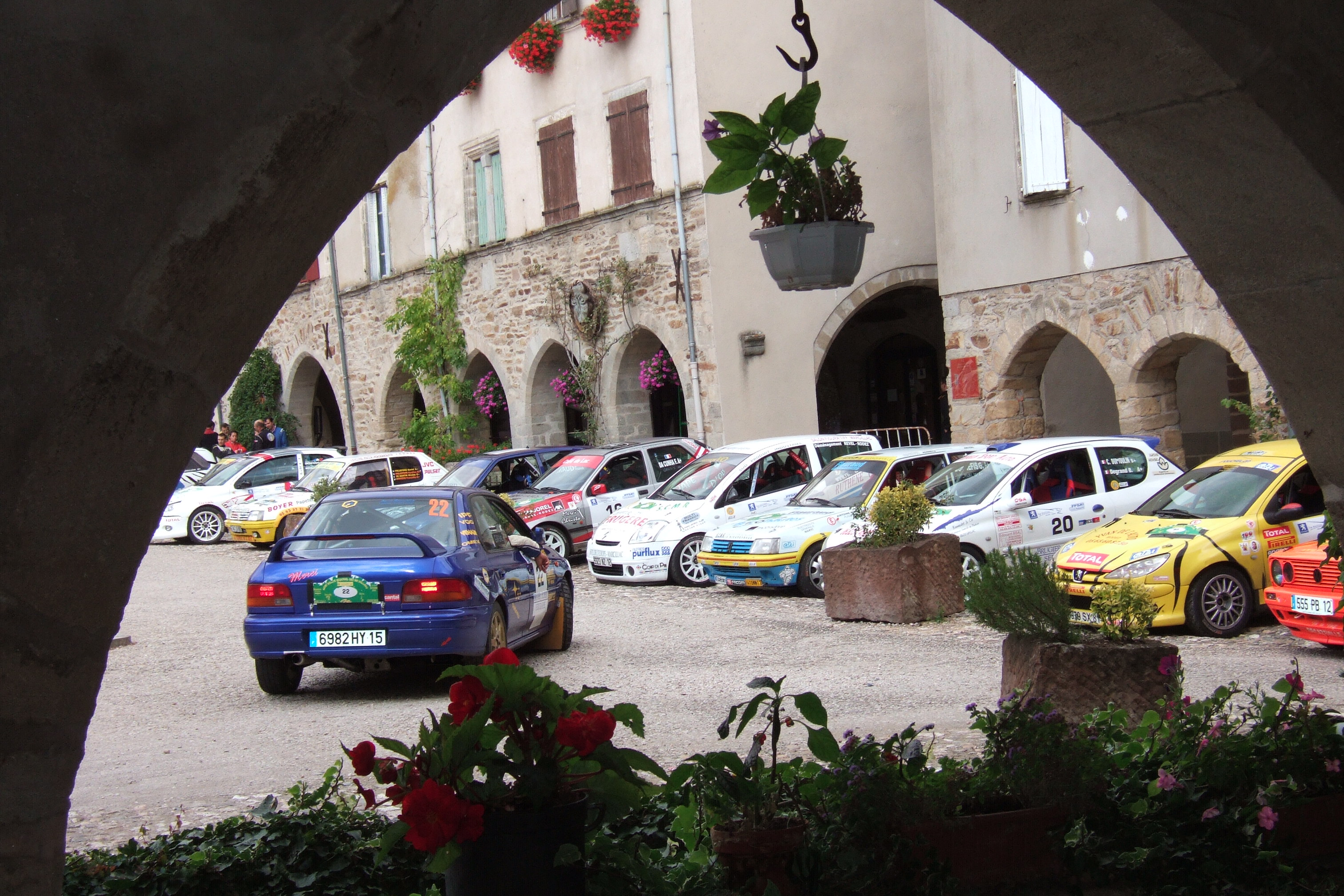
En septembre le rallye des Cent Vallées.
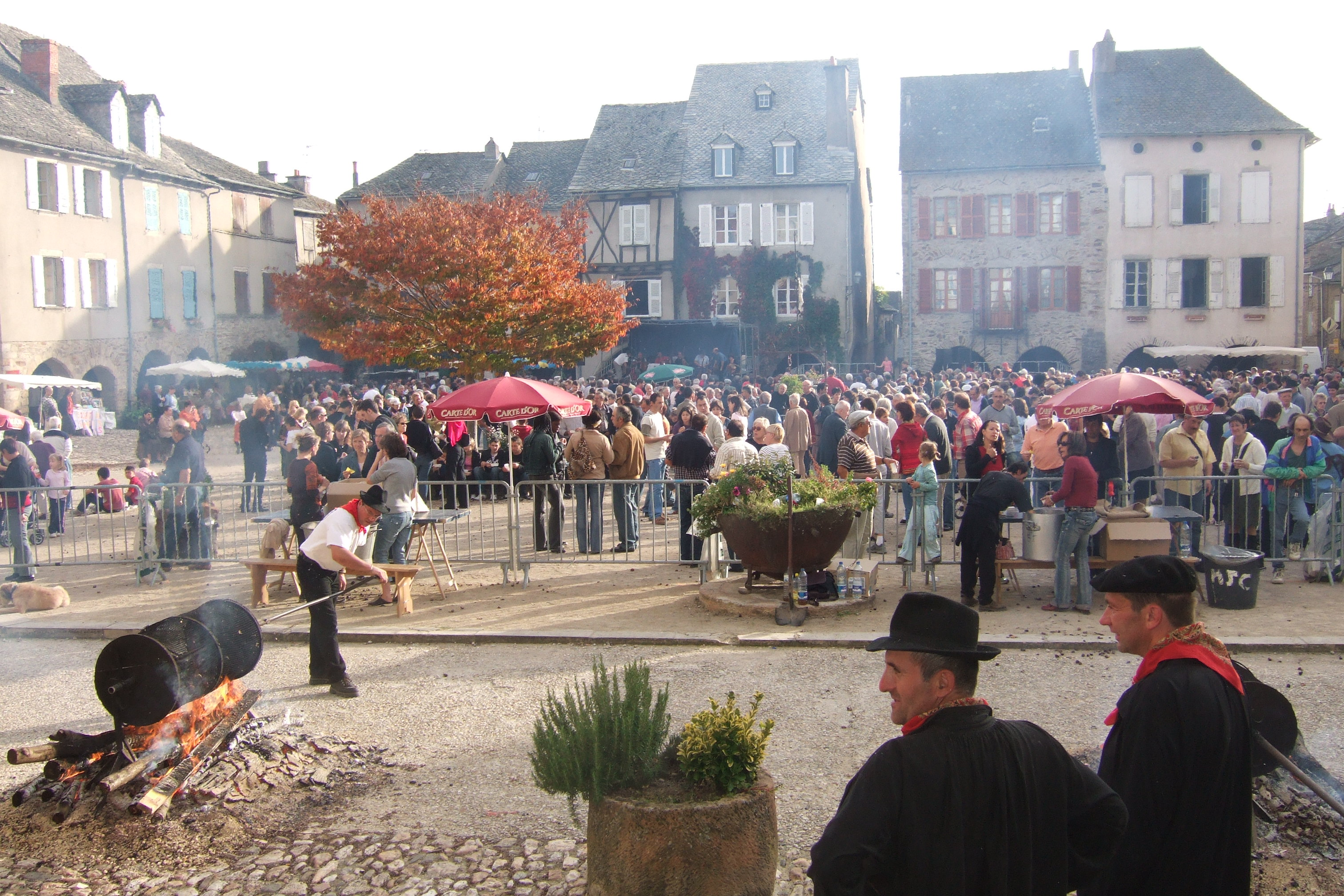
En octobre la Fête de la Châtaigne.
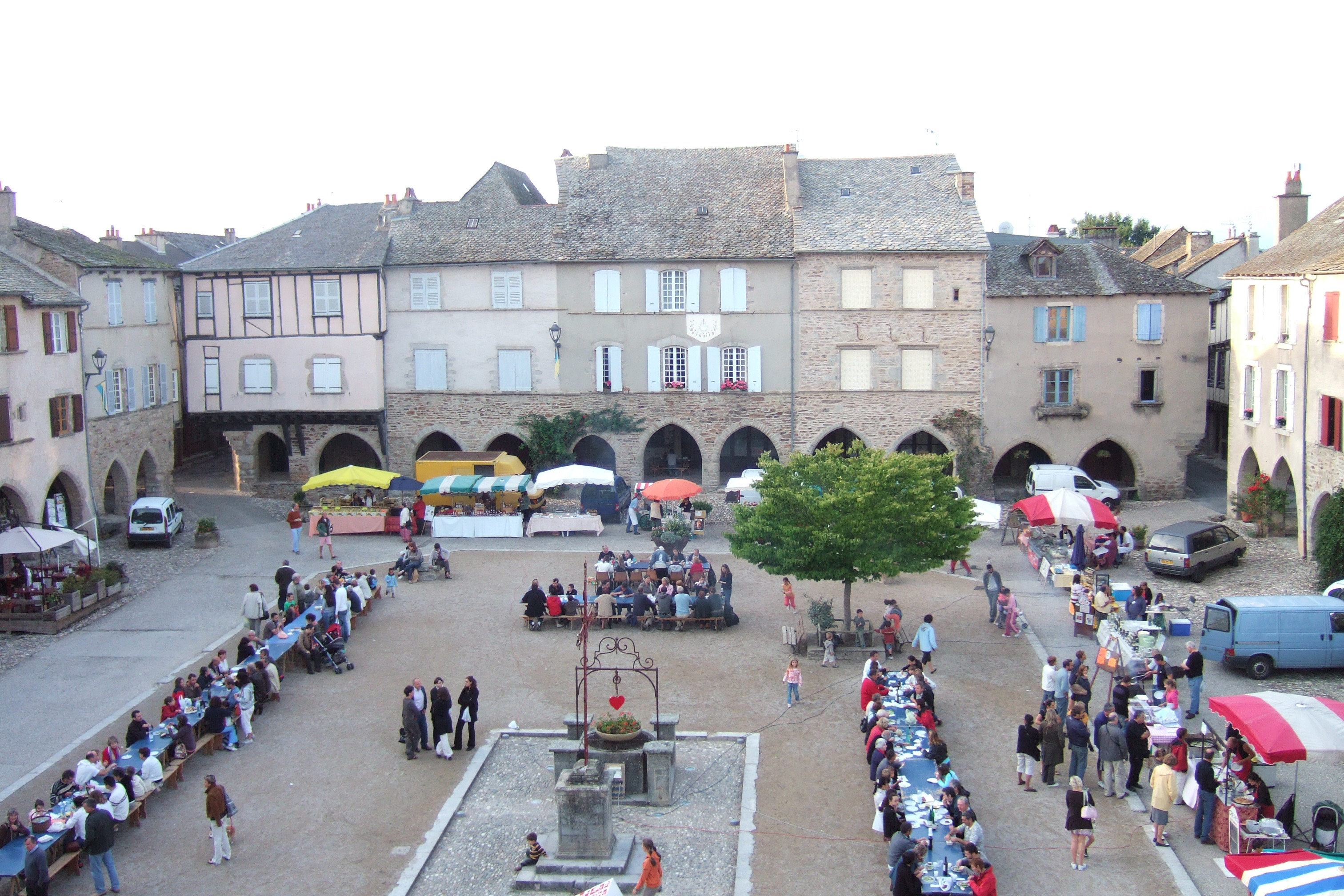
Marché nocturne des vendredis d'été.

### Sports
Sauveterre-de-Rouergue possède une piscine municipale, un terrain de football, un parcours de santé, un parcours de disc-golf et des sentiers de randonnée. En hiver, les amateurs peuvent utiliser la salle des fêtes pour jouer au badminton, faire du roller...

## Économie

### Revenus
En 2018  (données Insee publiées en septembre 2021), la commune compte 313 ménages fiscaux, regroupant 634 personnes. La médiane du revenu disponible par unité de consommation est de 19 490 € (20 640 € dans le département).

### Emploi
| Division       | 2008  | 2013  | 2018  |
| -------------- | ----- | ----- | ----- |
| Commune        | 3 %   | 6,7 % | 7,6 % |
| Département    | 5,4 % | 7,1 % | 7,1 % |
| France entière | 8,3 % | 10 %  | 10 %  |

En 2018, la population âgée de 15 à 64 ans s'élève à 332 personnes, parmi lesquelles on compte 79,1 % d'actifs (71,5 % ayant un emploi et 7,6 % de chômeurs) et 20,9 % d'inactifs,. En  2018, le taux de chômage communal (au sens du recensement) des 15-64 ans est supérieur à celui du département, mais inférieur à celui de la France, alors qu'il était inférieur à celui du département et de la France en 2008.
La commune fait partie de la couronne de l'aire d'attraction de Rodez, du fait qu'au moins 15 % des actifs travaillent dans le pôle,. Elle compte 190 emplois en 2018, contre 196 en 2013 et 208 en 2008. Le nombre d'actifs ayant un emploi résidant dans la commune est de 246, soit un indicateur de concentration d'emploi de 77,2 % et un taux d'activité parmi les 15 ans ou plus de 40,8 %.
Sur ces 246 actifs de 15 ans ou plus ayant un emploi, 108 travaillent dans la commune, soit 44 % des habitants. Pour se rendre au travail, 74,8 % des habitants utilisent un véhicule personnel ou de fonction à quatre roues, 1,7 % les transports en commun, 12,9 % s'y rendent en deux-roues, à vélo ou à pied et 10,7 % n'ont pas besoin de transport (travail au domicile).

### Activités hors agriculture

#### Secteurs d'activités
81 établissements sont implantés  à Sauveterre-de-Rouergue au 31 décembre 2019. Le tableau ci-dessous en détaille le nombre par secteur d'activité et compare les ratios avec ceux du département,.
| Secteur d'activité                                                                                        | Commune | Commune | Département |
| Secteur d'activité                                                                                        | Nombre  | %       | %           |
| --- | ------- | ------- | ----------- |
| Ensemble                                                                                                  | 81      |         |             |
| Industrie manufacturière, industries extractives et autres                                                | 22      | 27,2 %  | (17,7 %)    |
| Construction                                                                                              | 11      | 13,6 %  | (13 %)      |
| Commerce de gros et de détail, transports, hébergement et restauration                                    | 21      | 25,9 %  | (27,5 %)    |
| Information et communication                                                                              | 1       | 1,2 %   | (1,5 %)     |
| Activités financières et d'assurance                                                                      | 1       | 1,2 %   | (3,4 %)     |
| Activités spécialisées, scientifiques et techniques et activités de services administratifs et de soutien | 7       | 8,6 %   | (12,4 %)    |
| Administration publique, enseignement, santé humaine et action sociale                                    | 12      | 14,8 %  | (12,7 %)    |
| Autres activités de services                                                                              | 6       | 7,4 %   | (7,8 %)     |

Le secteur de l'industrie manufacturière, des industries extractives et autres est prépondérant sur la commune puisqu'il représente 27,2 % du nombre total d'établissements de la commune (22 sur les 81 entreprises implantées  à Sauveterre-de-Rouergue), contre 17,7 % au niveau départemental.

#### Entreprises
L' entreprise ayant son siège social sur le territoire communal qui génère le plus de chiffre d'affaires en 2020 est : 
- Le Couteau De Sauveterre, fabrication de coutellerie (190 k€)

### Entreprises de l'agglomération
La commune dispose d'un réseau d'artisans et de commerçants qui assurent le minimum des prestations nécessaires à la vie quotidienne de ses habitants : boulangerie, boucherie, épicerie, travaux du bâtiment, une offre de restauration et d’hôtels de qualité avec la présence d’une table étoilée ainsi que de petits restaurants traditionnels ouverts tant aux résidents qu’aux touristes de passage.

### Artisanat et industrie

#### Le couteau de Sauveterre
Sauveterre fut à la fin du Moyen Âge la capitale de la coutellerie rouergate et un centre important de la coutellerie méridionale. Au XVe siècle, soutenue par les capitaux de marchands ruthénois et sauveterrats, la coutellerie est florissante et on dénombre à Sauveterre vers 1425 une trentaine de forgerons-couteliers. Leur production est écoulée par colportage dans les environs, mais aussi sur des foires lointaines : Toulouse, Montpellier, Genève...
Le déclin de cette industrie commença dès le XVIe siècle. Il est lié à une récession générale qui touche les autres corps de métier, eux aussi touchés par une modification des courants commerciaux. Ces difficultés sont aggravées pour la coutellerie par des mutations technologiques liées à l’apparition du haut-fourneau dans le Nord de la France. Sauveterre, excentré, se trouve trop éloigné des centres de production métallifères et d'un approvisionnement régulier et suffisant de bois à charbon. Ce qui ne fut pas le cas des centres couteliers auvergnats, et notamment de Thiers.
C’est le tournage du téléfilm « La clé des champs » en 1997 qui est à l’origine de la renaissance d'une coutellerie de Sauveterre. Le coutelier thiernois Henri Viallis, Meilleur ouvrier de France, crée un nouveau couteau régional en s'inspirant d'un modèle de couteau aveyronnais du XIXe siècle et le baptise le Sauveterre. Les créations sont uniques et ornées de la feuille de sauge, emblème du blason de Sauveterre.

### Agriculture
La commune est dans le Segala, une petite région agricole occupant l'ouest du département de l'Aveyron. En 2020, l'orientation technico-économique de l'agriculture  sur la commune est l'élevage bovin, orientation mixte lait et viande.
|               | 1988  | 2000  | 2010  | 2020  |
| ------------- | ----- | ----- | ----- | ----- |
| Exploitations | 67    | 47    | 45    | 36    |
| SAU (ha)      | 1 415 | 1 491 | 1 485 | 1 557 |

Le nombre d'exploitations agricoles en activité et ayant leur siège dans la commune est passé de 67 lors du recensement agricole de 1988  à 47 en 2000 puis à 45 en 2010 et enfin à 36 en 2020, soit une baisse de 46 % en 32 ans. Le même mouvement est observé à l'échelle du département qui a perdu pendant cette période 51 % de ses exploitations,. La surface agricole utilisée sur la commune a quant à elle augmenté, passant de 1 415 ha en 1988 à 1 557 ha en 2020. Parallèlement la surface agricole utilisée moyenne par exploitation a augmenté, passant de 21 à 43 ha.
Le bourg privé de parcelles agricoles conséquentes, c'est dans le reste de la commune que sont établies les exploitations agricoles essentiellement productrices de bêtes de boucherie (filière Le Veau d'Aveyron & du Ségala, etc.)

## Culture locale et patrimoine
Sauveterre de Rouergue est une bastide, ville nouvelle de la fin du Moyen Âge, est extrêmement bien conservée. Le plan en « damier » caractéristique de cet urbanisme particulier n’a pas bougé depuis la création de la ville par le roi Philippe III le Hardi en 1281.

### Patrimoine civil
- Place centrale, de 40 m sur 60 m, bordée de couverts sur arcades.
- Rues avec maisons à pans de bois, sur encorbellements, parfois ornées de bas-reliefs en pierre.
- Tour de ville ombragé : deux portes de la ville, une tour d'angle, les vestiges des fossés.

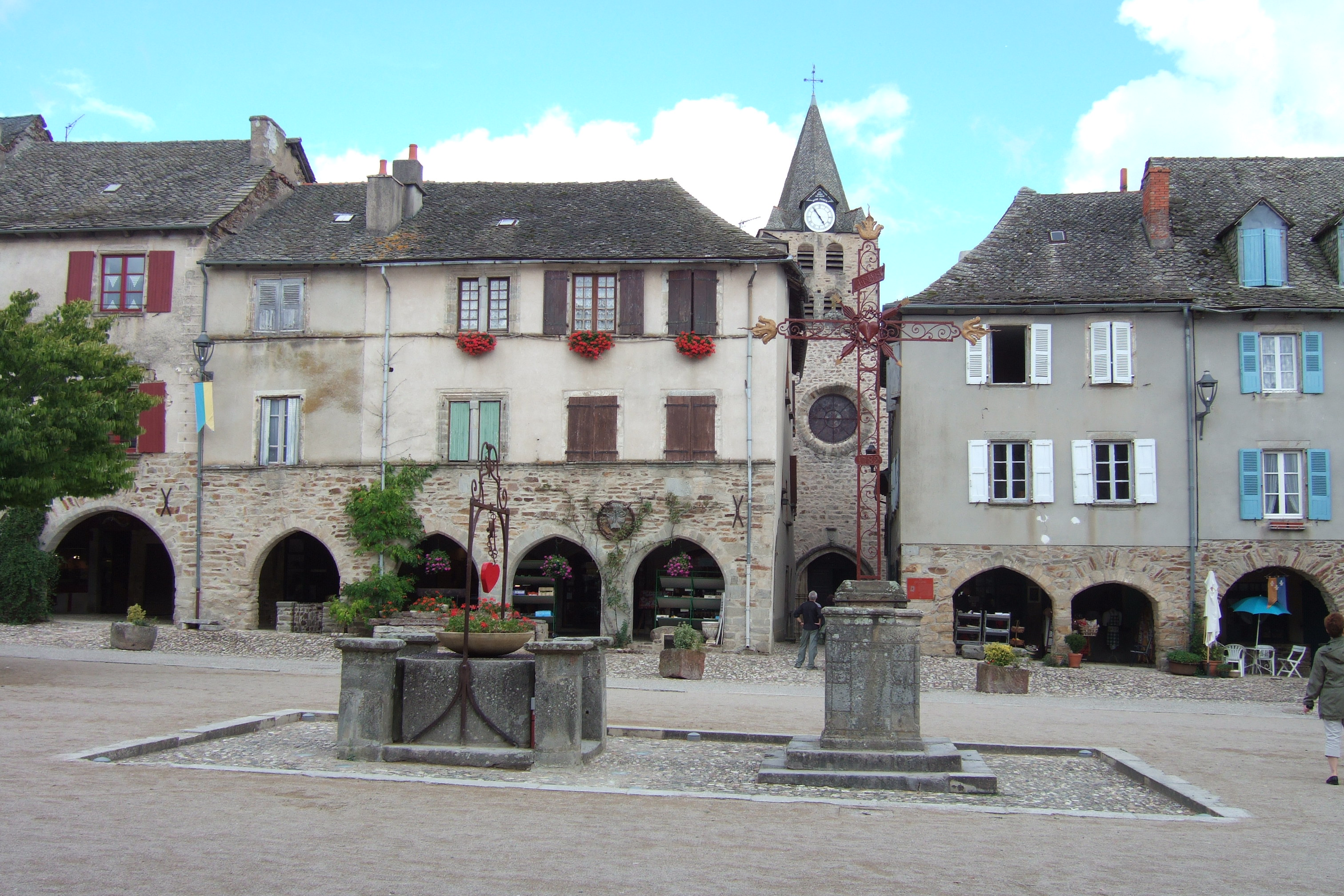
Place centrale, côté Est.
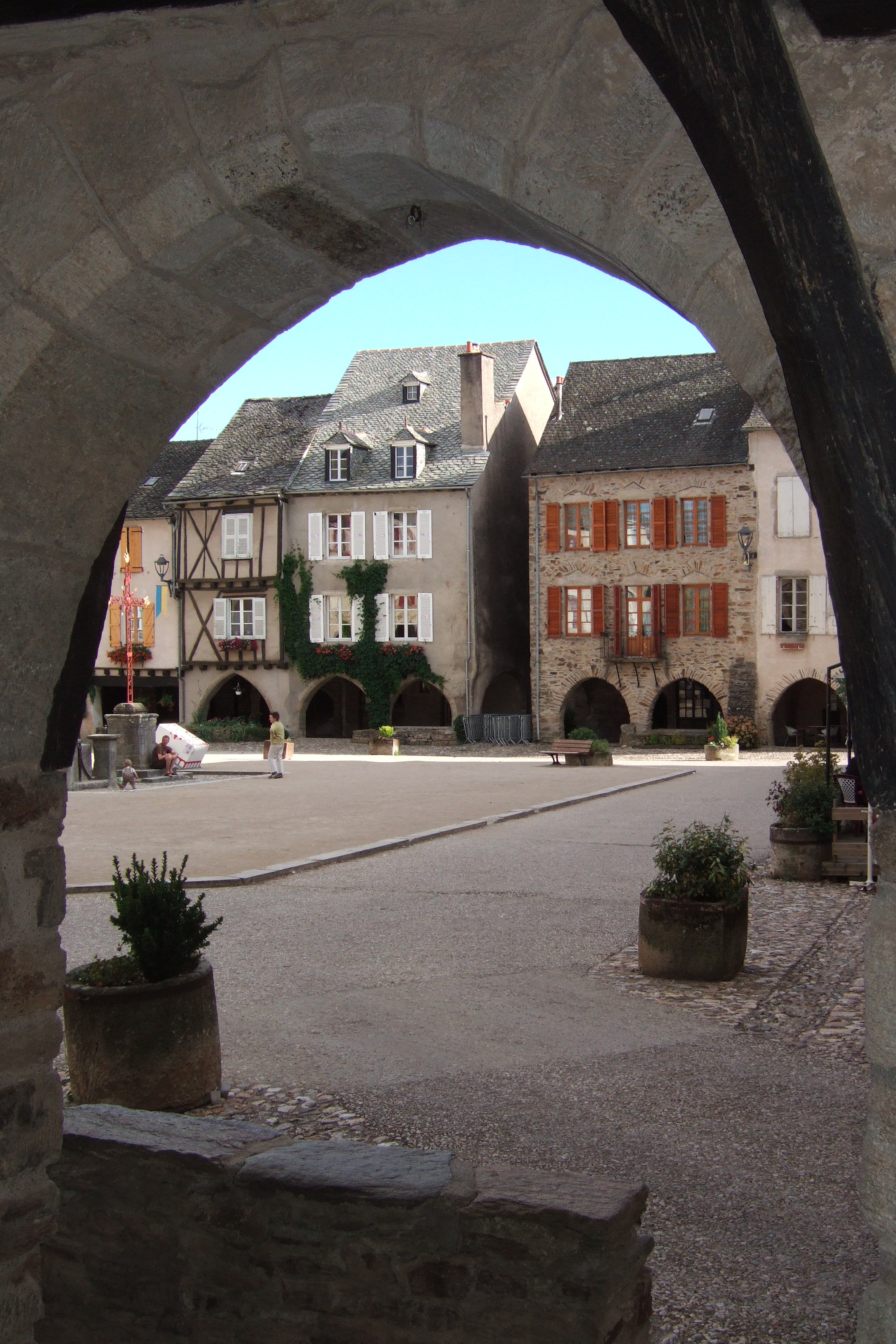
Place centrale, côté Sud.
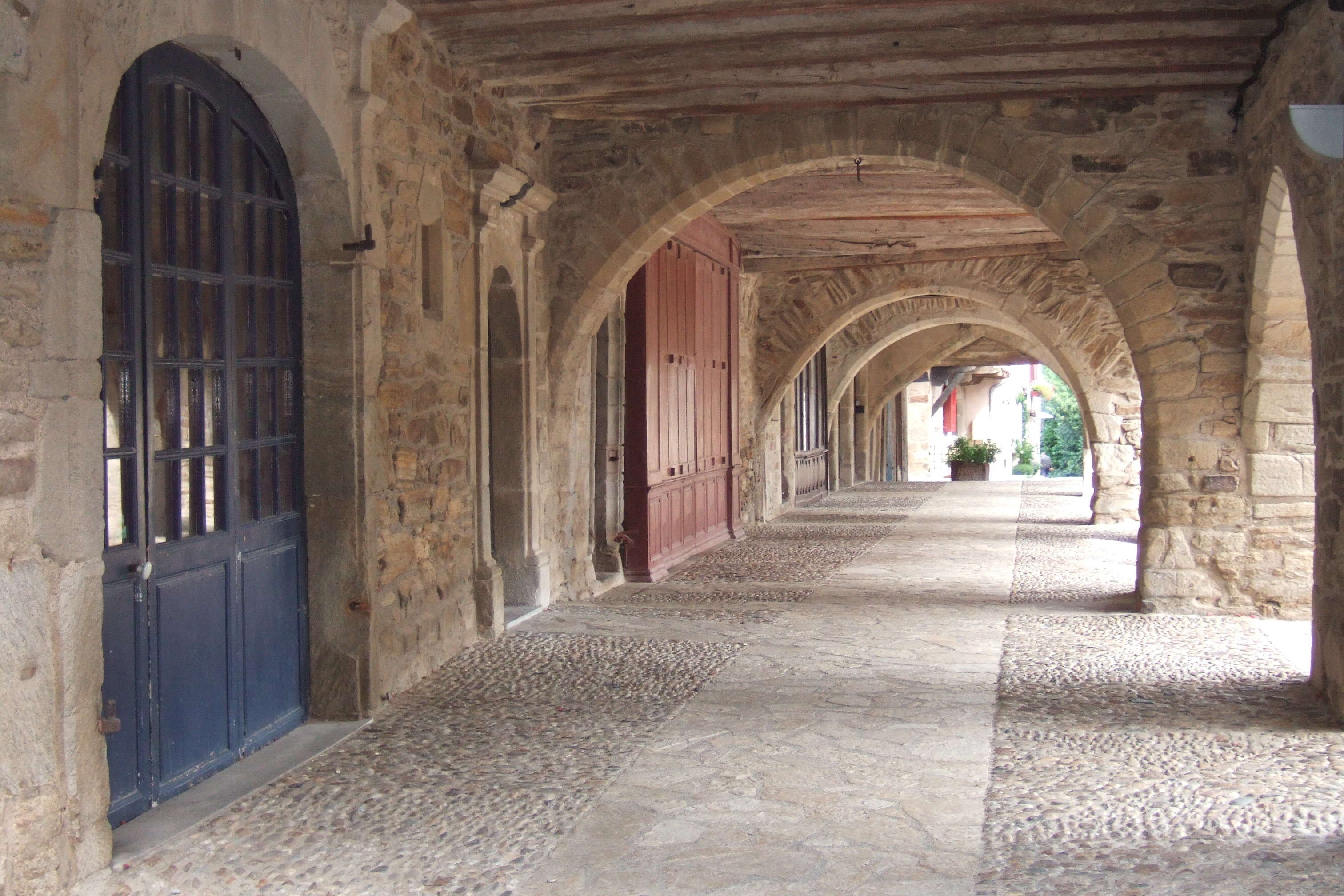
Arcades, côté Nord.
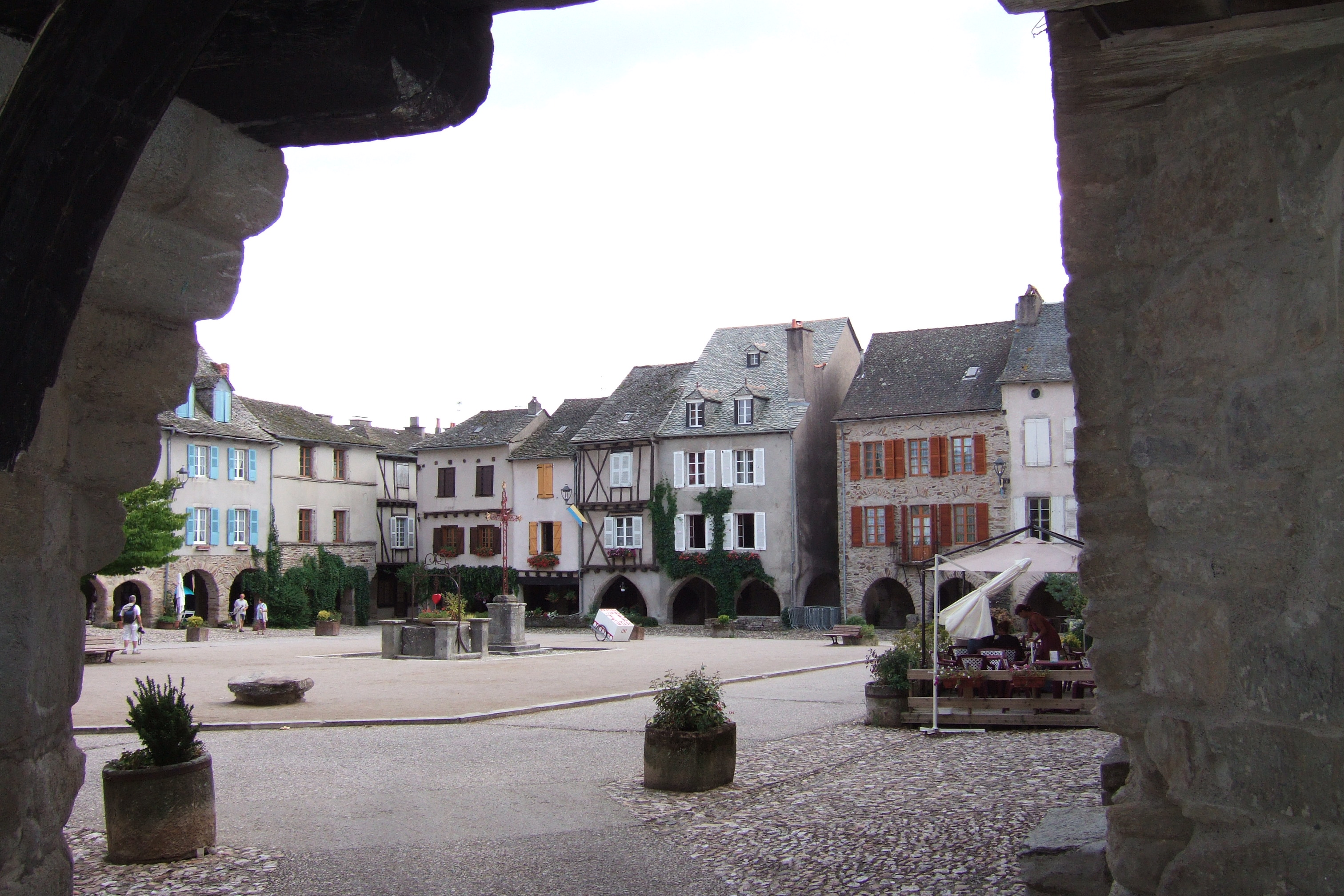

### Patrimoine religieux
- Collégiale Saint-Christophe  Inscrit MH (1999)[I 13], église paroissiale, avec ses stalles du XVe siècle, son retable gothique flamboyant du début XVIIe siècle et sa chaire sculptée fin XVIIe - début XVIIIe siècle.
- Église Saint-Laurent d'Albagnac.
- Église Saint-Loup de Jouels.
- Croix de la Merette du XIVe siècle.

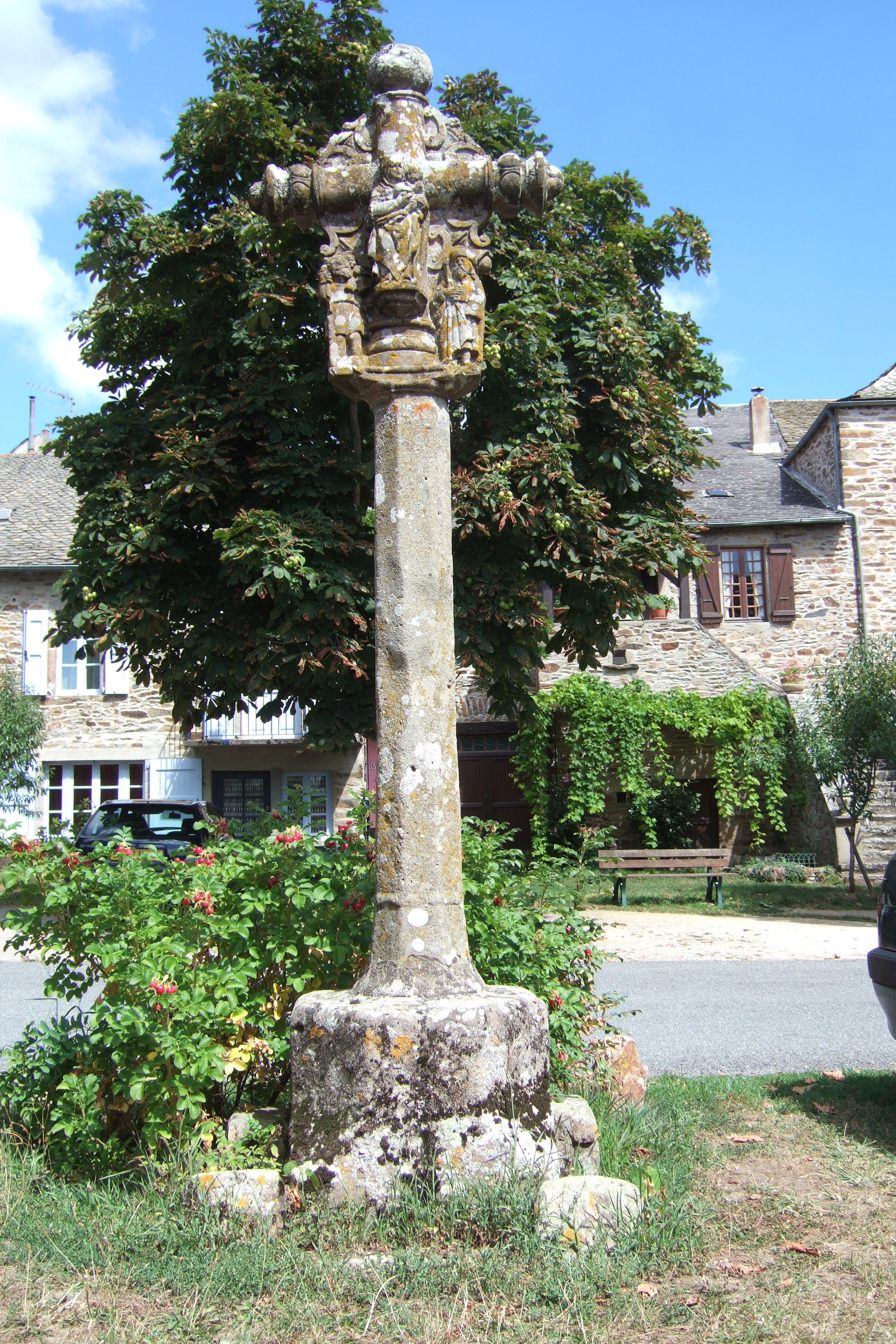
La croix de la Merette du XIVe siècle.
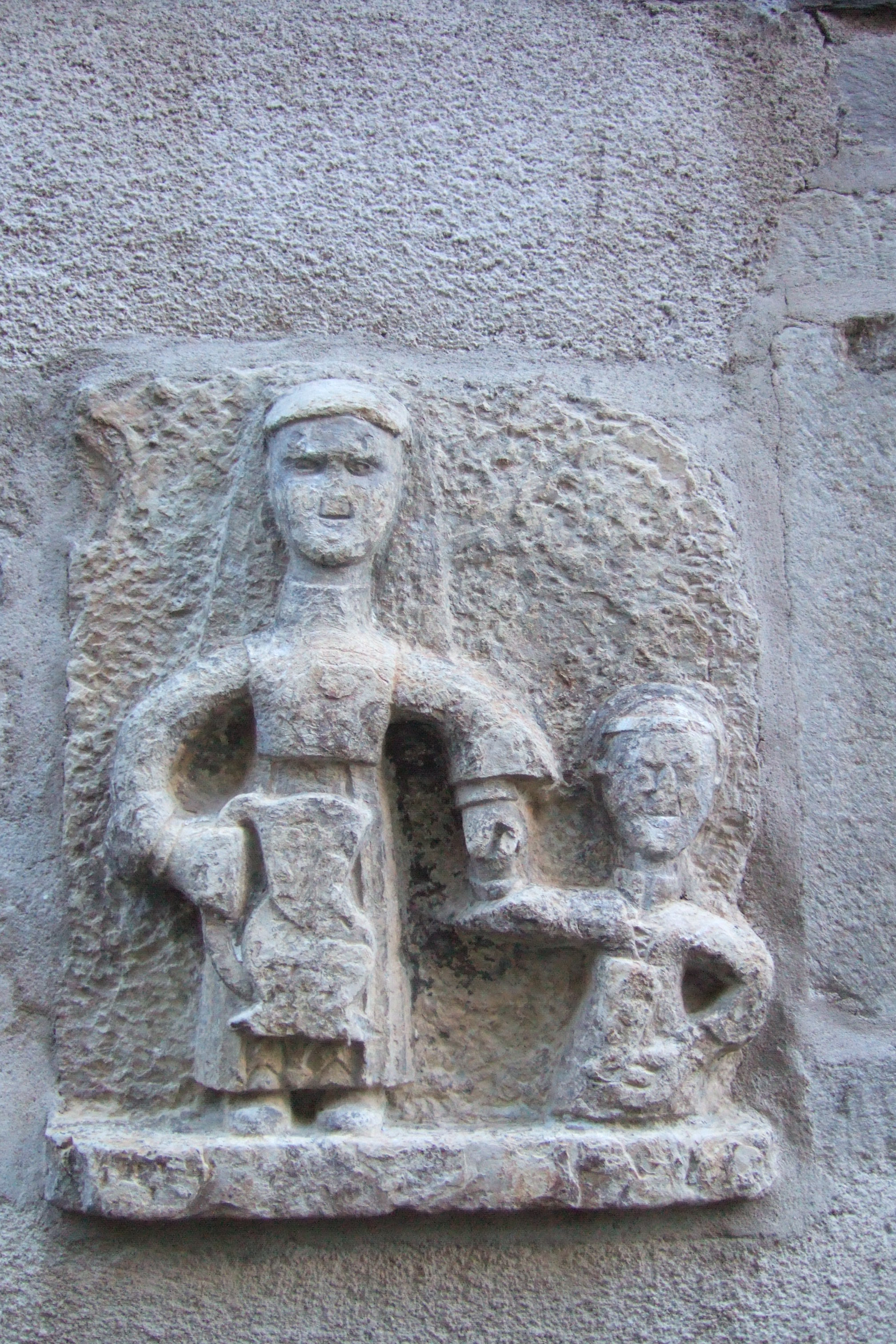
Sainte Valérie.
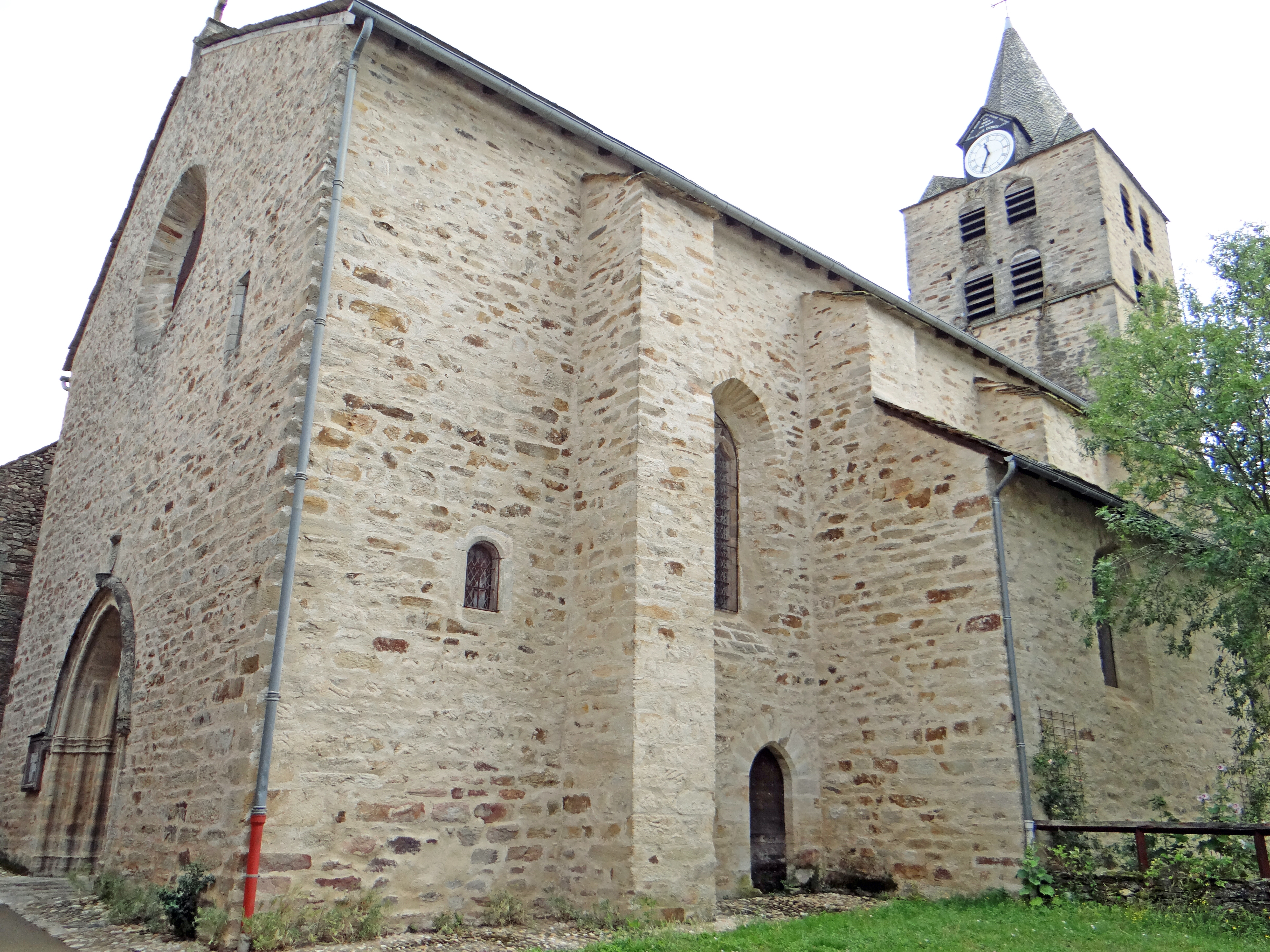
Église Saint-Christophe de Sauveterre-de-Rouergue
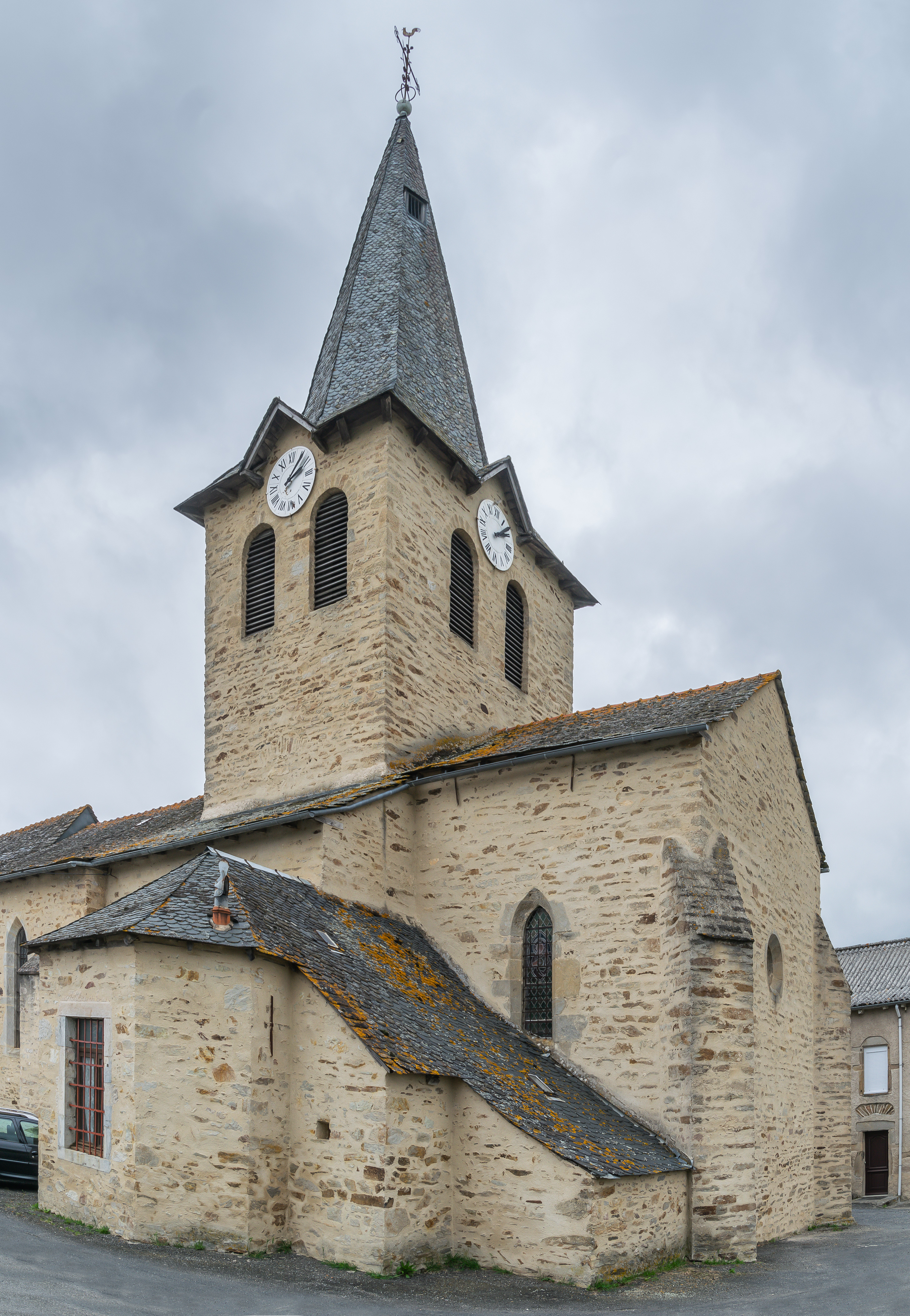
Église Saint-Loup de Jouels

### Patrimoine culturel
- Maison du patrimoine : expositions temporaires.
- Espace Lapérouse : office de tourisme avec maquette et pôle des métiers d'art avec exposition permanente.
- Ateliers d'artisans créateurs en activité : couteaux, gaines et objets en cuir, bijoux, luminaires, céramique, reliure, ferronnerie, luthier-guitariste, luthier-violon, laqueuses, macro-photographe, tapisseries…
- Un pôle des métiers d'art a été créé en 2009. Ce complexe, au cœur du village, regroupe 8 ateliers, des salles d'exposition, des chambres pour stagiaires, des logements. Une quinzaine d'artisans d'art sont installés dans le pôle ou dans la bastide.

### Parcs et jardins
- Jardins, au nord et au sud, prolongeant le tracé urbanisé.
- En soirée, les illuminations de la place centrale.

### Personnalités liées à la commune
- Antoine-Joseph Garrigues (Sauveterre 1702-1766), abbé, écrivain et polémiste.
- Jean-François de La Pérouse (1741-1788), marin et explorateur. Sa mère était native de Sauveterre.
- Jean-Antoine Delpech (1760-1849), avocat au parlement de Toulouse, maire de Sauveterre, administrateur du Département de l'Aveyron pendant la période révolutionnaire.
- Raymond Merlin (Sauveterre 1767-1839), député maire de Rodez.
- Jean-Antoine Delpech (Sauveterre 1785-1848), frère du précédent; maire de Sauveterre-de-Rouergue, chirurgien de la Grande Armée, médecin-chef de l'Hôtel-Dieu de Lyon.
- Édouard Delpech (Sauveterre 1797-1864), doyen de la faculté de droit de Toulouse.
- Jean-François Magne, maire de Sauveterre, proscrit de 1851, mort en déportation en Algérie à Bône.
- Jean-Henri Magne (1804-1885), frère du précédent, directeur de l'école vétérinaire de Maison-Alfort.
- Auguste Rozié, homme de lettres, poète de la République, proscrit de 1851.
- Charles Caussanel (Sauveterre le 18 septembre 1838 - Sauveterre 31 mai 1925), adjoint au maire 1878-1888, maire 1888-1912, conseiller général 1886-1904, député radical 3 septembre 1893-31 mai 1898. Républicain énergique, Charles Caussanel a été un actif opposant à Napoléon III.

### Héraldique
| Blason de Sauveterre-de-Rouergue | Blason  | D'or à la branche de sauge de sinople fleurie d'azur, au chef du même chargé de trois lys du champ.                        |
| Blason de Sauveterre-de-Rouergue | Détails | Adopté en 1953. |
| Blason de Sauveterre-de-Rouergue | Alias   | De sable à trois fasces d'argent au loup ravissant de gueules brochant sur le tout. Attribué par Charles d'Hozier en 1696. |

### Filmographie
- 1997 : Tournage du téléfilm La clé des champs.